# Święty Hieronim (film)
Święty Hieronim (port. por. São Jerônimo) – film z 1999 roku w reżyserii Júlio Bressane.

## Fabuła
Biograficzny film o życiu Świętego Hieronima, urodził się między 331 a 347 w Strydonie, zm. 30 września 419 lub 420 w Betlejem, jako pierwszy przetłumaczył Pismo Święte na łacine.

## Obsada
- Everaldo Pontes jako Hieronim
- Sílvia Buarque jako zakonnica
- Helena Ignez jako Marcela
- Balduíno Léllis jako Gregório
- Bia Nunnes jako Paula
- Hamilton Vaz Pereira jako Damaso